# Hybridbildung
Hybridbildung (auch: hybride Bildung) kommt in zwei ganz unterschiedlichen Bereichen der Sprachwissenschaft vor, und zwar in der 
- Wortbildung und in der
- Dialektologie.

## Hybridbildung in der Wortbildung
In der Wortbildung versteht man unter Hybridbildung komplexe Wörter, deren Bestandteile aus mindestens zwei verschiedenen Sprachen stammen. Besonders geläufig sind in der deutschen Grammatik solche Wörter, bei denen ein Teil aus dem deutschen Erbwortschatz stammt, ein anderer aus einer Fremdsprache. Die bekannte deutsche Wortbildungslehre von Fleischer & Barz (1995) widmet diesen Erscheinungen unter dem Titel Hybridisierung ein ganzes Kapitel. Ein Beispiel für eine Hybridbildung ist etwa das Wort Naivling, bei dem das Fremdwort naiv mit dem deutschen Ableitungsmorphem -ling kombiniert erscheint.
Im wissenschaftlichen und technischen Fachvokabular sind insbesondere Hybridbildungen aus altgriechischen und lateinischen Stämmen häufig.

## Hybridbildung in der Dialektologie
In der Dialektologie werden unter Hybridbildung Formen verstanden, die als Hyperkorrektur zustande kommen, wenn Dialektsprecher sich an die Standardsprache anzupassen versuchen und dabei falsche Analogien bilden. Als Beispiel wird angeführt, dass in einem Dialekt, in dem das Wort gut als jut gebraucht wird, die Anpassung dazu führt, gut standardsprachlich auszusprechen, aber dann diese Lautersetzung auf andere Beispiele übertragen wird, bei denen sie standardsprachlich falsch ist. So kann es zu Gunge statt Junge kommen. Für den Namen Gung ist dies durch König belegt.